# خفاش گلوسفید گردگوش
خفاش گلوسفید گردگوش (نام علمی: Lophostoma silvicolum) نام یک گونه از سرده کاکلی‌دهان‌ها است. این گونه خفاش بومی آمریکای مرکزی و جنوبی می‌باشد. وجود این جاندار نخستین بار در سال ۱۸۳۶ میلادی توسط آلسید دو اوربینجی به اثبات رسید.